# PZL Bielsko SZD-19
Die PZL Bielsko SZD-19 Zefir ist ein einsitziges Hochleistungssegelflugzeug der polnischen Firma Szybowcowy Zakład Doświadczalny (deutsch Segelflugzeug-Entwicklungswerk).

## Entwicklung

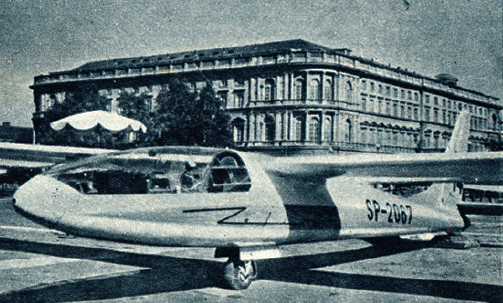
Prototyp der SZD-19-2 Zefir 2

Die Projektarbeiten begannen 1957 unter Bogumił Szuba und der Bezeichnung SZD-19X Zefir 1. Den Erstflug des Prototyps mit dem Kennzeichen SP–1841 absolvierte Stanislaw Skrzydlewski am 31. Dezember 1958. Nach umfangreichen, nicht zufriedenstellenden Erprobungen wurde entschieden, das Flugzeug komplett umzukonstruieren. So entstand ab 1959 die SZD-19-2 Zefir 2, deren Prototyp mit dem Kennzeichen SP–2067 am 11. März 1960 von Skrzydlewski erstmals geflogen wurde. Der Schulterdecker wurde zu großen Teilen aus Holz hergestellt und die Rumpfform an die der SZD-24 angelehnt. Entwicklungsleiter Szuba versah die Zefir 2 mit hydraulisch angetriebenen Fowlerklappen, stattete sie jedoch nicht mit Bremsklappen aus, was ihr zwar gute Flugeigenschaften, jedoch ein problematisches Landeverhalten einbrachte, das auch der vorhandene Bremsschirm nicht ausgleichen konnte. Die Zefir 2 hatte ihr Debüt bei der Weltmeisterschaft 1960 in Butzweilerhof, wo die bis dahin gebauten zwei Flugzeuge mit Edward Makula und Jerzy Popiel den 2. und 3. Platz in der Offenen Klasse erzielen konnten.
Anschließend wurde der Typ von Roman Zatwardzicki überarbeitet. Die Zefir erhielt ein größeres Höhenleitwerk, außerdem wurde die Mechanik des einziehbaren Fahrwerks und des Bremsschirms geändert. Das so ausgestattete Flugzeuge erhielt die Bezeichnung SZD-19A Zefir 2A und wurde im SZD-Betrieb Jeżów ab 1962 in einer Kleinstserie von 20 Stück gebaut. Das erste Serienexemplar flog erstmals am 24. Januar 1962 mit dem Kennzeichen SP–2370. Mit dieser Version konnten bei der WM 1963 in Junín (Argentinien) von Makula und Popiel ein 1. und 2. Platz erflogen werden. Außerdem stellte Makula mit der Zefir 2A mehrere polnische Rekorde auf. So absolvierte er einen 100-km-Dreiecksflug mit 102,1 km/h und einen 200-km-Flug mit 93,9 km/h. Ab 1964 erhielten diese Flugzeuge fast ausnahmslos einen nochmals geänderten Bremsschirm-Mechanismus. Diese Modifikation erhielt die Bezeichnung SZD-19-2B Zefir 2B.
Insgesamt wurden zwischen 1958 und 1963 23 Exemplare des Zefir gebaut, von denen bis zu 13 SZD-19-2 zwischen 1960 und 1963 in acht Länder exportiert wurden. Im Einzelnen waren das Argentinien (4), Belgien, Deutschland (1), Frankreich (1), Italien (1), Rumänien (2), die Sowjetunion (3) und die USA.
Weiterentwicklungen sind die Zefir 3 (1965) und Zefir 4 (1967).

## Technische Daten
| Kenngröße              | Daten (SZD-19X Zefir 1) | Daten (SZD-19A Zefir-2A)    |
| ---------------------- | ----------------------- | --------------------------- |
| Baujahre               | 1958                    | 1960–1963                   |
| Konstrukteur           | Bogumił Szuba           | Roman Zatwardzicki          |
| Besatzung              | 1                       | 1                           |
| Spannweite             | 17,00 m                 | 17,00 m                     |
| Länge                  | 7,3 m                   | 7,20 m                      |
| Höhe                   | 1,27 m                  | 1,64 m                      |
| Flügelfläche           | 14,00 m²                | 14,00 m²                    |
| Flügelstreckung        | 20,64                   | 20,64                       |
| Flächenbelastung       | 30,8 kg/m²              | max. 30,0 kg/m²             |
| Rüstmasse              | 337 kg                  | 330 kg                      |
| max. Startmasse        | 432 kg                  | 415 kg                      |
| Gleitzahl              | 30 bei 90 km/h          | 34,5 bei 95 km/h            |
| geringstes Sinken      | 0,83 m/s bei 94 km/h    | 0,72 m/s bei 87 km/h        |
| Größtes Lastvielfaches |                         | +5,5/−3,5                   |
| Höchstgeschwindigkeit  |                         | 220 km/h                    |
| Mindestgeschwindigkeit | 61 km/h mit Klappen     | 71 km/h 62 km/h mit Klappen |
| Sinkgeschwindigkeit    | 0,95 m/s bei 100 km/h   | 0,81 m/s bei 100 km/h       |
| Profil                 |                         | NACA 65-2-515 mod.          |